# Comportamento passivo-agressivo
O comportamento passivo-agressivo é um traço de personalidade que se manifesta como uma resistência difusa em satisfazer expectativas de relações interpessoais ou envolvendo o cumprimento de tarefas, caracterizado por atitudes negativas indiretas e oposição velada.
O comportamento pode-se manifestar principalmente na forma de: vitimização, procrastinação, teimosia, ressentimento, azedume, ou ainda, na forma de falhas repetidas e deliberadas para retardar ou impedir a concretização de pedidos ou tarefas pelos quais a pessoa é responsável.

## Sintomas
O livro "Living with the Passive-Aggressive Man" enumera alguns comportamentos que sinalizam comportamento passivo-agressivo. A lista não é taxativa:
- Ambiguidade ou fala enigmática como forma de instilar um sentimento de insegurança nos outros
- Atrasos e esquecimentos constantes, que funcionam como um modo de exercer controle ou de punir
- Medo de competição
- Medo de dependência
- Medo de intimidade, que funciona como manifestação de raiva. A desconfiança impede o passivo-agressivo de se tornar íntimos de alguém.
- Camuflagem na forma de confusão planejada
- Justificativas para baixa performance em trabalhos em equipe
- Má-vontade deliberada
- Procrastinação
- Azedume ostensivo como forma de desanimar as pessoas ao redor a pedir coisas
- Respostas vitimizadoras: em vez de reconhecer as próprias fraquezas, tendência a culpar os outros

## Classificação
O antigo "transtorno de personalidade passivo-agressiva" (também conhecido como "transtorno de personalidade negativista") fazia parte dos distúrbios incluídos no Eixo II dentro do DSM-III, mas foi realocado no Apêndice B quando este foi substituído pelo DSM-IV, sob o "Grupo de critérios e eixos para maior estudo posterior", devido a controvérsia e necessidade de maior pesquisa sobre como categorizar esse tipo de comportamento numa edição futura." Atualmente, há debates sobre tais comportamentos constituiriam um transtorno independente.

## Causas
O comportamento passivo-agressivo pode surgir como defesa por parte da criança em ambientes familiares nos quais não é muito seguro expressar frustração ou raiva. Quando se proíbe a expressão honesta dos sentimentos, a psique em formação da criança engendra formas de reprimir e canalizar a agressão valendo-se de formas indiretas.
Crianças que reprimem profundamente sua agressividade podem nunca superar tal comportamento. Incapazes de desenvolver estratégias para se expressar, elas se tornam adultos que, debaixo de um verniz de doçura, ruminam intenções vingativas.
Martin Kantor sugere três tipos de problemas que contribuem para constituição de estratégias passivo-agressivas nos indivíduos: conflitos sobre dependência, controle e competição.

## Tratamento
Kantor sugere tratamento por meio de terapia de linha psicodinâmica, cognitiva, comportamental. Isso se aplica tanto para a pessoa passivo-agressiva quanto para suas vítimas.